# Singureni
Singureni là một xã thuộc hạt Giurgiu, România. Dân số thời điểm năm 2002 là 3532 người.